# Luis Ángel Mendoza
Luis Ángel Mendoza Escamilla (3 de febrero de 1990, Monterrey, Nuevo León, México), también conocido por su apodo como «Quick Mendoza», es un futbolista mexicano. Juega como mediocampista ofensivo y actualmente está sin club tras finalizar su contrato con el C. D. FAS de la Primera División de El Salvador.

## Trayectoria

### Comienzos
Mendoza inició su carrera durante su adolescencia, primero probó suerte con el Club de Fútbol Monterrey, pero quedó fuera cuando era parte de las fuerzas básicas de la institución. Tras ser rechazado por el Monterrey comenzó a jugar para el equipo de la Universidad de Monterrey de la Tercera División de México en 2007. Allí, el técnico del equipo universitario, José Treviño, quien una vez estuvo al mando del representativo de Tigres de la Primera A, se lo llevó a la institución felina.

### Tigres de la UANL
Estuvo durante dos años en el equipo universitario hasta que en el 2009 pasó a jugar con el equipo sub-20 de los Tigres de la UANL. Unos meses después de haber ingresado al equipo, Daniel Guzmán lo debutó en primera división el 18 de febrero de 2010, en la derrota ante el Club Santos Laguna, entró de cambio al minuto 57 por Sergio Amaury Ponce. Jugó seis partidos con el primer equipo y entonces fue enviado de regreso a la sub-20 durante la temporada 2010-11.

### C. F. La Piedad
Terminando esa temporada fue enviado con los Reboceros de La Piedad de la Liga de Ascenso de México. Con La Piedad jugó 21 partidos, solo 3 como titular y anotó dos goles. 

### San Luis F. C.
Para el Apertura 2012 llegó al San Luis Fútbol Club. Su primer partido con el equipo fue el 3 de agosto de 2012, en el empate a tres goles contra Monarcas Morelia. Anotó su primer gol como jugador profesional el 16 de septiembre, gracias a su gol, San Luis derrotó al Club Universidad Nacional. Después de que su equipo San Luis fue cambiado de sede a Chiapas, Mendoza no entró en planes del equipo por lo que fue puesto transferible, y fue contratado por el Club América para el Torneo Apertura 2013.

### C. América
Su debut oficial con «las águilas» fue el 31 de julio del 2013 en el partido correspondiente a la jornada 3 de dicha competencia, apareció en el once titular en el empate ante el Club León. El 24 de agosto, siendo la jornada 7, tuvo uno de sus mejores partidos como profesional, anotó un doblete y puso una asistencia Raúl Jiménez, en la victoria de su equipo ante Monarcas Morelia por marcador de 3-1. A la siguiente jornada contribuyó con el tercer gol para que su equipo ganara con un marcado de 4-1 al Club Universidad Nacional. Ese torneo consiguió el subcampeonato cuando su equipo fue derrotado por el León en la final. En la semifinal de ida del Torneo Apertura 2014 contra el Monterrey, Mendoza fue el mejor jugador del partido al anotar dos de los tres goles con los que su equipo ganó el encuentro. El 14 de diciembre de 2014 logró levantar su primer trofeo de campeón cuando el América derrotó en la final a Tigres.

### C. Santos Laguna
Un día después de obtener el campeonato, se hizo oficial su traspaso al Club Santos Laguna junto con Jesús Molina, su compañero de equipo. El 31 de mayo de logró el bicampeonato como jugador, cuando su equipo derrotó en la final del Torneo Clausura a Querétaro por marcador global de 5-3.

### Monarcas Morelia/Mazatlán Fútbol Club
Tras su paso por el Toluca ficha por su octavo equipo en su carrera profesional, Monarcas Morelia. Tras el cambio de sede de «los morelenses» a Mazatlán, «el Quick» pasa a formar parte de la plantilla del Mazatlán Fútbol Club.

## Selección nacional
En octubre de 2013, recibió su primer llamado a la selección, Miguel Herrera lo convocó para participar en el partido amistoso ante la Selección de fútbol de Finlandia y en los dos partidos de repesca mundialista ante la Selección de fútbol de Nueva Zelanda. Mendoza no tuvo participación en ninguno de los tres partidos.

## Estadísticas

### Clubes
Actualizado al último partido jugado el 29 de octubre de 2023.
| Tigres de la UANL · México |               |               |     |    |    |   |    |    |     |    |
| 1ª | C-2010        | 6             | 0   | -  | -  | - | -  | 6  | 0   |    |
| Total club | Total club    | 6             | 0   | 0  | 0  | 0 | 0  | 6  | 0   |    |
| C. F. La Piedad · México |               |               |     |    |    |   |    |    |     |    |
| 2ª | 2011-12       | 21            | 2   | -  | -  | - | -  | 21 | 2   |    |
| Total club | Total club    | 21            | 2   | 0  | 0  | 0 | 0  | 21 | 2   |    |
| San Luis F. C. · México |               |               |     |    |    |   |    |    |     |    |
| 1ª | 2012-13       | 31            | 4   | 6  | 1  | - | -  | 37 | 5   |    |
| Total club | Total club    | 31            | 4   | 6  | 1  | 0 | 0  | 37 | 5   |    |
| C. América · México |               |               |     |    |    |   |    |    |     |    |
| 1ª | 2013-14       | 36            | 4   | -  | -  | 3 | 0  | 39 | 4   |    |
| 1ª | A-2014        | 17            | 3   | -  | -  | 3 | 0  | 20 | 3   |    |
| Total club | Total club    | 53            | 7   | 0  | 0  | 6 | 0  | 59 | 7   |    |
| C. Santos Laguna · México |               |               |     |    |    |   |    |    |     |    |
| 1ª | C-2015        | 14            | 0   | 7  | 1  | - | -  | 21 | 1   |    |
| 1ª | 2015-16       | 26            | 1   | -  | -  | 7 | 2  | 33 | 3   |    |
| Total club | Total club    | 40            | 1   | 7  | 1  | 7 | 2  | 54 | 4   |    |
| Chiapas F. C. · México |               |               |     |    |    |   |    |    |     |    |
| 1ª | 2016-17       | 26            | 2   | 2  | 0  | - | -  | 28 | 2   |    |
| Total club | Total club    | 26            | 2   | 2  | 0  | 0 | 0  | 28 | 2   |    |
| C. Tijuana · México |               |               |     |    |    |   |    |    |     |    |
| 1ª | 2017-18       | 26            | 3   | 3  | 0  | 3 | 1  | 32 | 4   |    |
| Total club | Total club    | 26            | 3   | 3  | 0  | 3 | 1  | 32 | 4   |    |
| D. Toluca F. C. · México |               |               |     |    |    |   |    |    |     |    |
| 1ª | 2018-19       | 30            | 3   | 3  | 1  | 2 | 0  | 35 | 4   |    |
| Total club | Total club    | 30            | 3   | 3  | 1  | 2 | 0  | 35 | 4   |    |
| Monarcas Morelia · México |               |               |     |    |    |   |    |    |     |    |
| 1ª | 2019-20       | 30            | 4   | 6  | 1  | 0 | 0  | 36 | 5   |    |
| Total club | Total club    | 30            | 4   | 6  | 1  | 0 | 0  | 36 | 5   |    |
| Mazatlán F. C. · México |               |               |     |    |    |   |    |    |     |    |
| 1ª | 2020-21       | 33            | 1   | -  | -  | - | -  | 33 | 1   |    |
| Total club | Total club    | 33            | 1   | 0  | 0  | 0 | 0  | 33 | 1   |    |
| C. D. Cruz Azul · México |               |               |     |    |    |   |    |    |     |    |
| 1ª | 2021-22       | 7             | 0   | 1  | 0  | 3 | 0  | 11 | 0   |    |
| Total club | Total club    | 7             | 0   | 1  | 0  | 3 | 0  | 11 | 0   |    |
| C. D. FAS · El Salvador | 1ª            | 2022-23       | 14  | 3  | -  | - | -  | -  | 14  | 3  |
| C. D. FAS · El Salvador | 1ª            | 2023-24       | 14  | 2  | -  | - | 1  | 0  | 15  | 2  |
| C. D. FAS · El Salvador | Total club    | Total club    | 28  | 5  | 0  | 0 | 1  | 0  | 29  | 5  |
| Total carrera | Total carrera | Total carrera | 332 | 30 | 29 | 4 | 22 | 3  | 382 | 38 |
| (1)Incluye datos de la Copa México y Campeón de Campeones (2014-15) (2)Incluye datos de la Concacaf Liga Campeones (2013-14, 2014-15, 2015-16) |               |               |     |    |    |   |    |    |     |    |

### Selecciones
| Competición                     | Categoría | Sede                                 | Resultado    | PJ | G |
| ------------------------------- | --------- | ------------------------------------ | ------------ | -- | - |
| Eliminatorias Mundialistas 2014 | Absoluta  | Norteamérica, Centroamérica y Caribe | Cuarto lugar | 0  | 0 |
| Amistosos                       | Absoluta  | –                                    | –            | 0  | 0 |
| Total                           | –         | –                                    | –            | 0  | 0 |

### Resumen estadístico
| Competencia           | Partidos | Goles |
| --------------------- | -------- | ----- |
| Liga                  | 151      | 14    |
| Copas nacionales      | 13       | 2     |
| Copas internacionales | 13       | 2     |
| Selección de México   | 0        | 0     |
| Total                 | 177      | 18    |

## Palmarés

### Campeonatos nacionales
| Título                          | Equipo             | País        | Año     |
| ------------------------------- | ------------------ | ----------- | ------- |
| Liga MX                         | América            | México      | 2014    |
| Liga MX                         | Santos Laguna      | México      | 2015    |
| Campeón de Campeones            | Santos Laguna      | México      | 2014/15 |
| Campeón de Campeones            | Cruz Azul          | México      | 2020/21 |
| Primera División de El Salvador | Club Deportivo FAS | El Salvador | 2022    |